# ويليام أندرسون (سياسي أمريكي)
ويليام أندرسون (بالإنجليزية: William Anderson)‏ هو ضابط وسياسي أمريكي، ولد في 17 يونيو 1921 في الولايات المتحدة، وتوفي في 25 فبراير 2007 في ليسبورغ في الولايات المتحدة. حزبياً، نشط في الحزب الديمقراطي. وقد انتخب عضو مجلس النواب الأمريكي.

## ولادته ونشأته
وُلِد أندرسون في مقاطعة همفريز بولاية تينيسي في مجتمع بيكرفيل الريفي، جنوب وافيرلي. التحق بالمدرسة الابتدائية في واينسبورو بولاية تينيسي حيث كان والده يدير مصنعًا للأخشاب. تخرج من أكاديمية كولومبيا العسكرية السابقة في كولومبيا بولاية تينيسي في عام 1939، ومن الأكاديمية البحرية الأمريكية في عام 1942.
كانت خدمة أندرسون في الحرب العالمية الثانية مميزة، حيث حصل على ميدالية النجمة البرونزية وشارك في إجمالي إحدى عشرة دورية قتالية للغواصات.

## روابط خارجية
- ويليام أندرسون على موقع مونزينجر (الألمانية)
- ويليام أندرسون على موقع إن إن دي بي (الإنجليزية)